# Ілір Мета
Ілір Мета (алб. Ilir Meta; нар. 24 березня 1969, Чоровода, Скрапар, Албанія) — албанський політик, президент Албанії з 24 липня 2017, прем'єр-міністр Албанії з 1999 до 2002. Був міністром МЗС (2002—2003, 2009—2010), спікер парламенту Албанії (2013—2017). Колишній віцепрем'єр і міністр економіки, торгівлі та енергетики в обох лівих і правих урядах.
Як член Соціалістичної партії Албанії (PS), Мета був прем'єр-міністром з 1999 до 2002. Згодом він заснував Соціалістичний рух за інтеграцію (LSI) 2004 року і продовжує керувати партією. З 2009 до 2013, LSI було членом панівної коаліції з Демократичною партією.
Після парламентських виборів 2013 Іліра було обрано спікером парламенту 10 вересня 2013 року.

## Молодість і освіта
Закінчив відділення політичної економії факультету економіки Тиранського університету, де він також навчався на аспірантурі.
Був викладачем економічного факультету Тиранського університету. Він також читав лекції в кількох відомих університетах і зарубіжних академіях, в тому числі Гарвардському університеті, Лондонській школі економіки і Європейській академії в Берліні.

## Політика

### Член Соціалістичної партії (1992)
На початку 1990-их Мета був членом студентського руху, що відігравав досить значну роль у демократичних перетвореннях в Албанії. З 1992 року він став членом Соціалістичної партії.
Уперше до парламенту Мета потрапив 1992 року, з того часу щоразу переобирався. У 1996—1997 роках був членом парламентського комітету закордонних справ, а потім став державним секретарем з інтеграції у першому уряді Панделі Майко.

### Прем'єр-міністр (1999—2002) та міністр МЗС (2002—2003)
1999 року, після відставки Панделі Майко, на посаду голови уряду було призначено Мету. Цю посаду він обіймав до парламентських виборів 2001 року, пішов у відставку в лютому 2002 року. Одразу після цього він обійняв посаду міністра закордонних справ й у другому кабінеті Панделі Майко. У той період був причетним до політичної конфронтації з Фатосом Нано.
На посаді голови уряду він головним чином посприяв завершенню приватизації промислового сектору.

### Президент
24 липня 2017 р. став президентом Албанії.
10 червня 2021 року депутати парламенту проголосували за імпічмент Меті через порушення ним Конституції перед виборами.

## Різне
Розмовляє албанською, англійською та італійською мовами.

## Родина
Одружений з Монікою Крімаді. У них є дві дочки і син, Бора, Ера і Бесар.